# Lewinia pectoralis
Frango-d'água-de-peito-cinzento ou frango-de-água-de-peito-cinzento (Lewinia pectoralis) é uma espécie de ave da família Rallidae.
Pode ser encontrada nos seguintes países: Austrália, Indonésia e Papua-Nova Guiné.
Os seus habitats naturais são: florestas subtropicais ou tropicais húmidas de baixa altitude.